# 新埔與天宮
24°49′40″N 121°04′25″E / 24.827815°N 121.073495°E
新埔與天宮，是位於臺灣新竹縣新埔鎮新民里的媽祖廟，分靈自北港朝天宮，在農曆正月會迎接北港朝天宮、新港奉天宮及彰化南瑤宮媽祖。

## 建立緣由
昔日雲林縣北港鎮與新竹縣一樣有客家聚落。農曆正月二十日天穿日來臨時，客家人會舉行稱為「北港媽祖香旗轉妹家」的祭祀。1910年，新埔人從北港朝天宮引來香旗供奉，次年仕紳合資塑像並購得廟地，1913年建廟，1914年竣工，成為新竹客庄少見的媽祖廟。

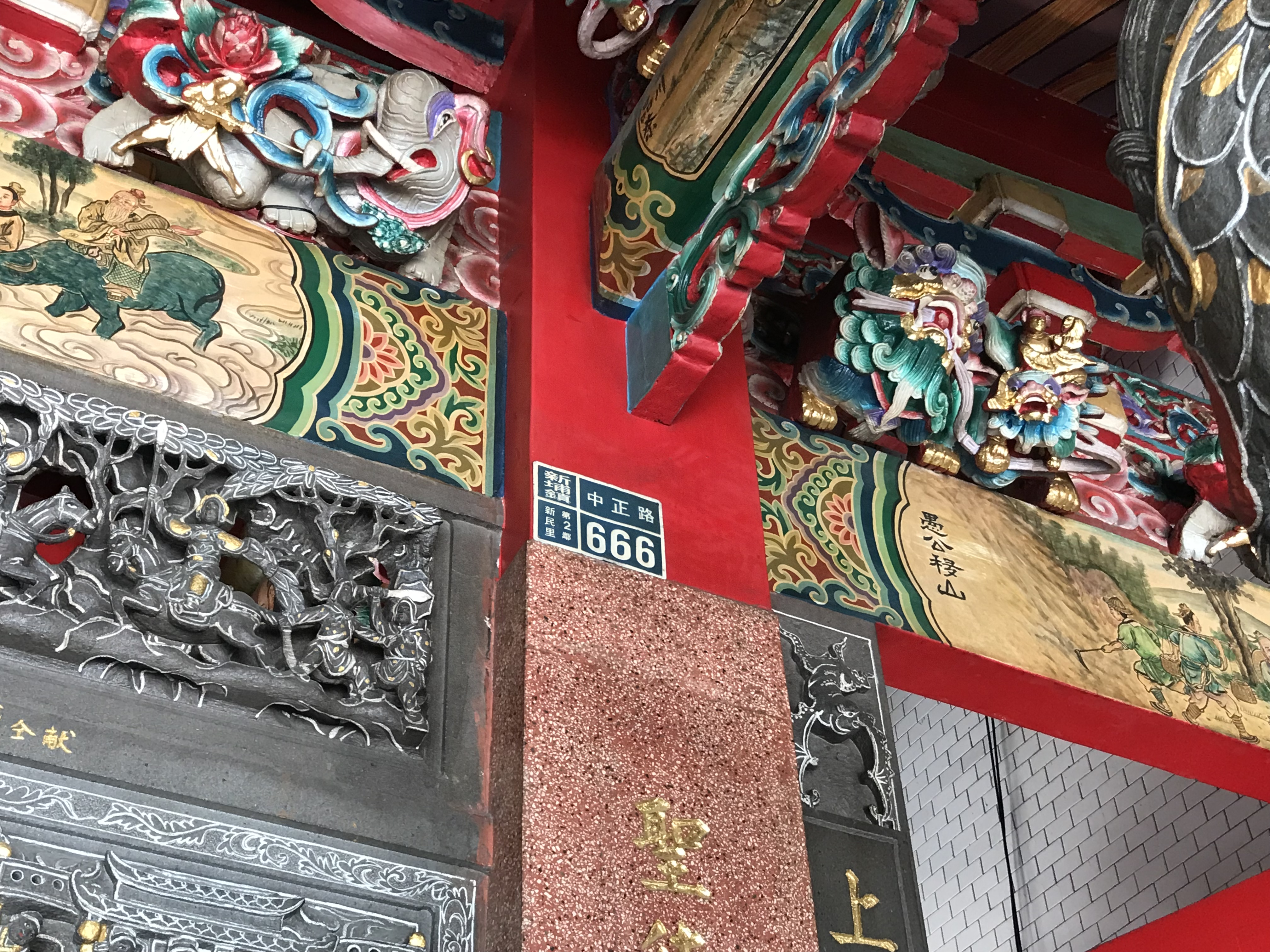
主委詹火炎任內以一年時間籌備新埔與天宮內外整修，於2011年1月初舉行建宮百年祈福法會。2015年初修繕完工。門牌為新民里中正路666號。

## 祭祀活動
附祀觀音菩薩、地藏菩薩、關聖帝君、地母娘娘、註生娘娘等。皇民化運動時，因廟宇近警局，因此神像未被集中放置於新埔廣和宮。
元宵節過後，廟方舉行祈福法會及遶境活動，其花車除作為遶境之用，也參與新埔花燈踩街迎天穿活動。廟方慣例是先將廟內兩尊媽祖神像南下，至北港朝天宮、新港奉天宮及彰化南瑤宮參拜，並分別從該三宮各迎回一尊媽祖神像，讓鎮民祭拜祈福。遶境的行程會遶至褒忠亭義民廟，再遶回原址，當日新豐媽祖與新竹市六房媽祖也都會參加。
新竹客庄地區廟宇在農曆七、八月會舉行神豬比賽，此廟為接著竹北蓮華寺在農曆八月十六日舉行。該媽祖廟的普渡也是同日舉行，由新埔各里分成11個祭祀區輪值普渡，如2009年輪到寶石、文山里。

## 外部連結
- 新埔與天宮的Facebook專頁